# Adelophis copei
Adelophis copei är en ormart som beskrevs av Dugès 1879. Adelophis copei ingår i släktet Adelophis och familjen snokar. IUCN kategoriserar arten globalt som sårbar. Inga underarter finns listade i Catalogue of Life.
Arten förekommer i bergstrakter i sydvästra Mexiko. Den vistas i regioner som ligger 1200 till 1500 meter över havet. Habitatet utgörs av fuktiga ängar som tidvis översvämmas. Adelophis copei lever tidvis i vatten.